# GK Software
Die GK Software SE ist eine Technologie-Firma mit Hauptsitz in Schöneck/Vogtland. Das Unternehmen ist spezialisiert auf Software-Lösungen und Dienstleistungen für den Betrieb der Filialen großer Einzelhandelsunternehmen. Der Name steht für die Initialen der beiden Gründer Rainer Gläß und Stephan Kronmüller. Mitgründer Rainer Gläß führte das Unternehmen als Vorstandsvorsitzender bis zu seinem Ausscheiden als CEO der GK Software SE im Mai 2023. Der Umsatz des Unternehmens betrug im Geschäftsjahr 2023 auf 172,50 Mio. Euro und die Belegschaft umfasst 1.258 Mitarbeiter weltweit. Seit 2023 begleitet Fujitsu als strategischer Investor die GK Software.

## Geschichte
Das Unternehmen wurde 1990 als G&K Datensysteme GmbH in Schöneck / Vogtland gegründet. Nach erfolgreichem Wachstum wandelte das Management das Unternehmen 2001 in eine Aktiengesellschaft um. 2008 erfolgte der Börsengang im Prime Standard der Deutschen Börse (Börsenkürzel GKS). Im Jahre 2009 wurde der Spezialist für mobile Lösungen Solquest GmbH übernommen. 2012 wurde mit der Übernahme der AWEK Gruppe das Geschäftsfeld Services deutlich ausgebaut. 2015 erwarb GK Software das Einzelhandelssegment des US-amerikanischen Spezialisten für Kassensysteme DBS Data Business Systems Inc.
2010 wurde der Vorstandsvorsitzende Rainer Gläß von Ernst & Young mit dem Unternehmerpreis als „Entrepreneur des Jahres“ ausgezeichnet. Die Munich Strategy Group wählte GK Software 2013 auf Platz 3 der erfolgreichsten deutschen Mittelständler. GK ist laut der RBR Global POS Software Studie weltweit führend bei neuen Installationen im Einzelhandel.
Die Firma verfügt insgesamt über sechzehn Standorte in Deutschland, den USA, Südafrika, Frankreich, Australien, Singapur, der Schweiz, der Ukraine und der Tschechischen Republik.
Die Firma entwickelt und vertreibt unter dem Namen GK CLOUD4RETAIL eine umfassende Cloud-Plattform für den Einzelhandel. Diese umfasst u. a. cloudbasierte Programme für Kassen, Filialwarenwirtschaft, Lagergerätesteuerung, Verkaufsförderung, Gutscheinverwaltung, automatischen Etikettendruck, Open Scale und zum Monitoring der Verkaufsprozesse. Seit 2009 hat SAP den nicht exklusiven Vertrieb für die Hauptprodukte der Gesellschaft übernommen, der seit 2013 weltweit ausgerichtet ist.
Im Januar 2018 änderte das Unternehmen seine Rechtsform von einer Aktiengesellschaft (AG) in eine Europäische Gesellschaft (SE).
Im Jahr 2023 wurde die Fujitsu ND Solutions AG neuer strategischer Investor und Mehrheitseigentümerin der GK Software SE. 
Nach fünfzehn Jahren am Kapitalmarkt wurde die Aktie der GK Software SE mit Ablauf des 1. August 2023 an der Deutschen Börse Frankfurt sowie an weiteren deutschen Börsen delisted.

## Tochterunternehmen
Das Tochterunternehmen Eurosoftware s.r.o. wurde 1997 als Tochter der GK Software AG gegründet. Das Unternehmen ist ein wichtiger Entwicklungsstandort der Gruppe und befindet sich im tschechischen Pilsen.
Seit Ende 2012 gehörte außerdem die AWEK GmbH mit Sitz in Barsbüttel zum Unternehmen. Sie vertreibt neben Software im Retailbereich auch die zugehörige Hardware und Supportleistungen. 2021 verkaufte GK die AWEK microdata GmbH an die italienische Zucchetti Gruppe.
Im Herbst 2017 gab GK Software bekannt, die Mehrheit an der prudsys AG zu übernehmen. Das Unternehmen mit Standorten in Chemnitz und Berlin ist auf die Erstellung von Echtzeit-Personalisierungslösungen in Retail-Software spezialisiert. Dabei kommt Künstliche Intelligenz zum Einsatz. Die prudsys AG firmiert seit September 2022 als GK Artificial Intelligence for Retail AG innerhalb der GK-Gruppe.
Die DF Deutsche Fiskal GmbH wurde als hundertprozentige Tochter der GK Software SE im Jahr 2019 gegründet, um eine offene Cloud-Lösung für die Umsetzung der gesetzlichen Anforderungen im Rahmen der deutschen Fiskalisierung zu entwickeln und zu betreiben. Seit dem 1. April 2025 ist die Deutsche Fiskal GmbH nicht mehr Teil der GK-Unternehmensgruppe, die österreichische Fiscaly GmbH erwarb das Unternehmen.
2020 wurde die retail7 GmbH gegründet, die ein für kleine und mittelständische Unternehmen optimiertes Cloud Kassensystem entwickelt und vertreibt. Neben dem Berliner Hauptsitz befinden sich weitere Standorte in Jena, Pilsen und Schöneck.
Am 10. Januar 2025 erwarb GK Software das Deep-Tech- und Computer Vision-Unternehmen Nomitri GmbH. Als hundertprozentige Tochtergesellschaft der GK entwickelt das Unternehmen visuelle KI-Lösungen für den Self-Checkout.
Weiterhin werden einige der internationalen Standorte als eigene Unternehmen geführt: Eurosoftware-UA in Lwiw (Ukraine), GK Software AFRICA (PTY) LIMITED in Bryanston (Südafrika) sowie die GK Software USA, INC. in Raleigh (North Carolina) (USA).